# Samson

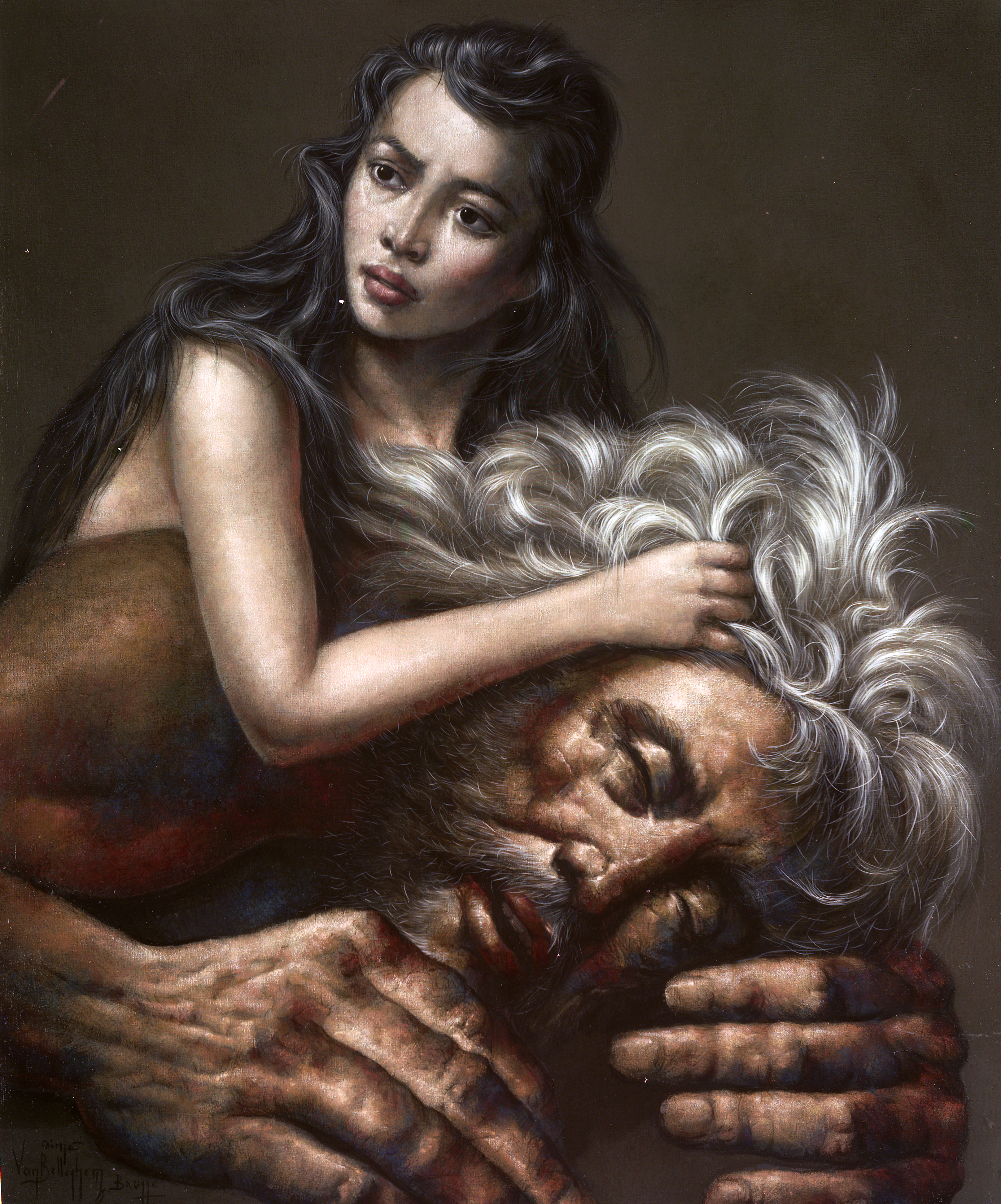
Tranh vẽ cảnh nàng Delilah đang cắt tóc của Samson

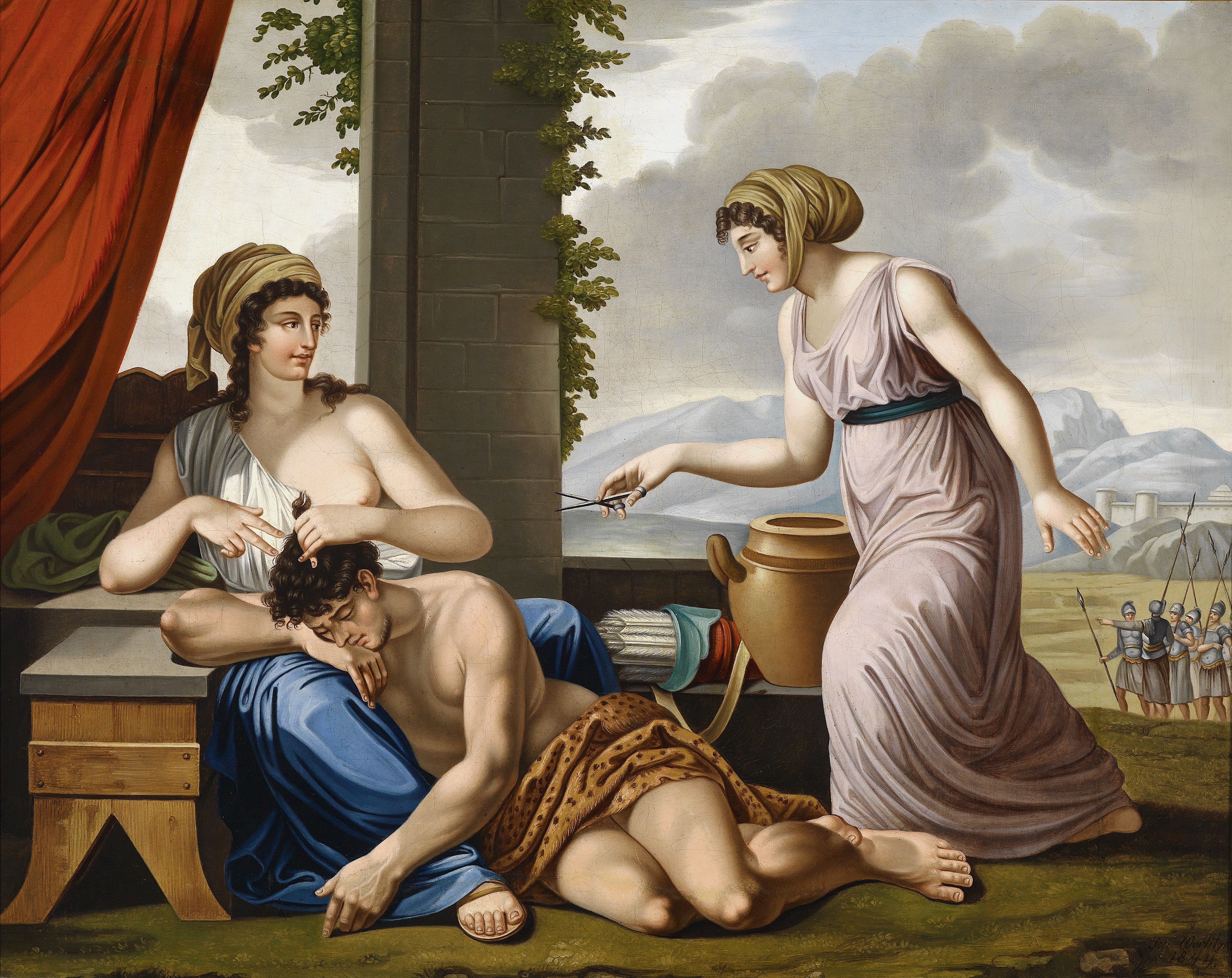
Samson đang ngủ và người tình cắt tóc của anh ta

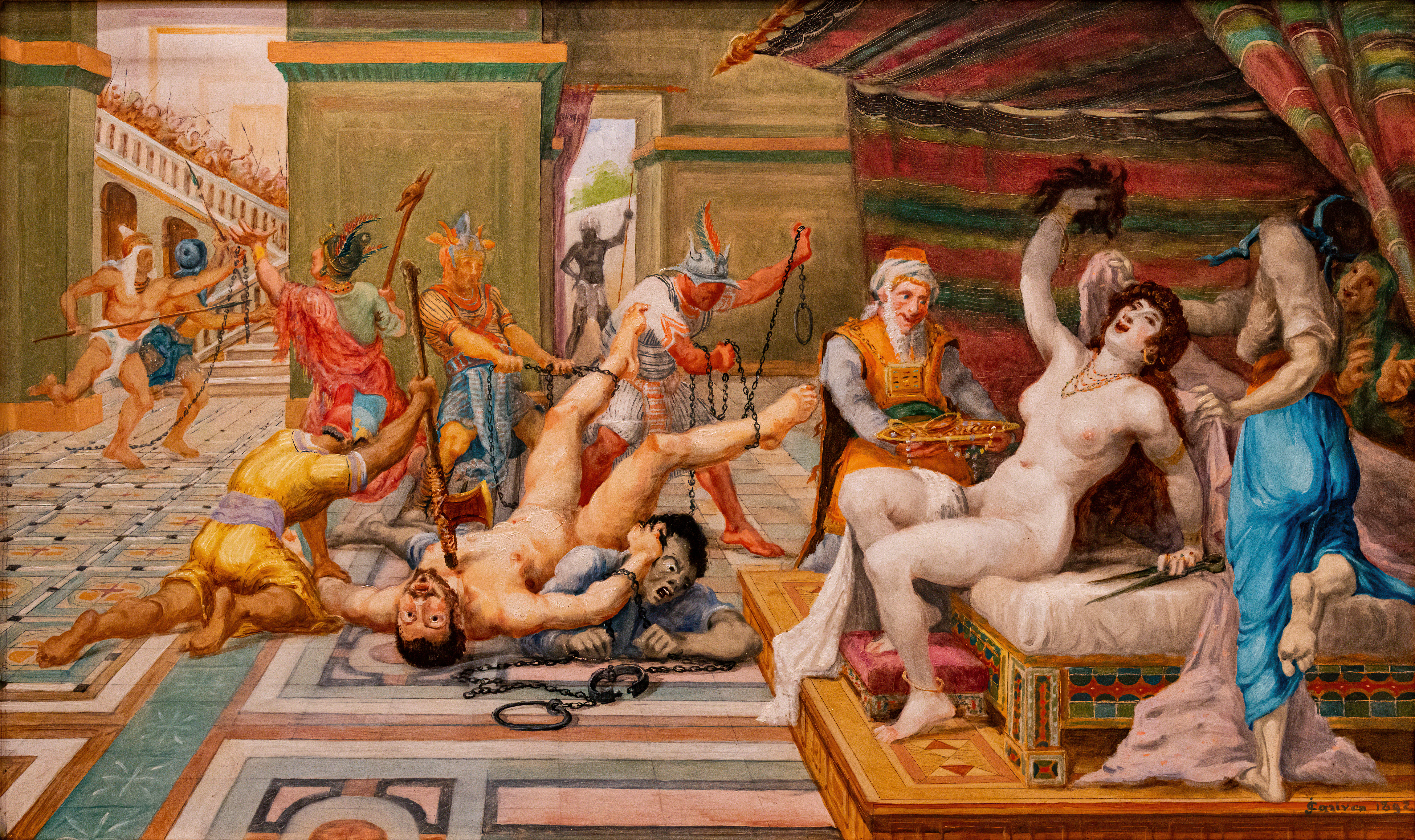
Tranh vẽ cảnh Samson và người tình bị quân đội Philistin bắt sống

Samson hay Shimshon (tiếng Hebrew: שמשון, tiếng Tiberi hiện đại: Šimšôn có nghĩa là đứa con của mặt trời) hay Shamshoun (tiếng Ả-rập: شمشون Shamshūn/Šamšūn) hoặc Sampson (tiếng Hy Lạp: Σαμψών) là một trong 12 vị phán quan của người Israel cổ đại được đề cập đến trong Kinh thánh Hebrew, đây là người mạnh nhất từng được mô tả trong Kinh thánh. 

## Câu chuyện
Theo Kinh Thánh thì Samson được Thiên Chúa ban cho sức mạnh siêu nhiên, ẩn chứa trong mái tóc dài của ông. Nhờ đó mà Samson lập được những chiến công hiển hách cho người Israel, bao gồm giết chết một con sư tử châu Á rồi xé xác nó bằng tay không và xóa sổ gần như toàn bộ quân đội người Philistin ngàn người chỉ bằng chiếc xương hàm của con lừa. Người Philistine thay đổi chiến thuật sang dùng mỹ nhân kế, cho nàng Delilah, một phụ nữ Philistine sống ở thung lũng Sorek, quyến rũ Samson và ông đã gục ngã trước sắc đẹp của nàng. 
Lợi dụng sự tin tưởng của Samson, nàng Delilah biết được sự thật đằng sau thứ sức mạnh siêu nhiên Chúa ban khi anh ta thổ lộ cho nàng, nhân lúc Samson ngủ say sau khi ăn nằm với mình, Delilah đã cắt mái tóc dài của ông và qua đó tước bỏ sức mạnh siêu nhiên của Samson, khiến sau này ông lọt vào tay quân Philistine. Quân Philistine đã trả thù bằng cách chọc mù mắt và bắt Samson lao động khổ sai ở Gaza. Tại đây, tóc của ông bắt đầu mọc dài trở lại. Khi người Philistines đưa Samsonn đến đền thờ Dagon, ông xin phép được dựa vào một trụ đỡ để nghỉ chân. Sau khi được cho phép, Samson cầu nguyện Chúa trời và được phục hồi sức mạnh một cách thần kỳ. Ông xô ngã các cột trụ, làm sập đền thờ, giết chết chính mình cũng như tất cả người Philistin. Theo một số truyền thuyết của người Do Thái, người ta tin rằng Samson đã được chôn cất tại Zorah, Israel, nhìn ra thung lũng Sorek.